# Пэн, Игорь Петрович
Игорь Петрович Пэн (18.01.1926 — 5.09.1998) — заряжающий орудия танка Т-34 3-го отдельного танкового батальона 58-й гвардейской танковой бригады 8-й гвардейский танковый корпус гвардии старший сержант — на момент представления к награждению орденом Славы 1-й степени.

## Биография
Родился 18 января 1926 года в городе Омске. Китаец. Воспитывался в детском доме. Окончил школу фабрично-заводского обучения. Жил в городе Бухаре, работал бондарем на винзаводе, на стройке.
В сентябре 1942 года, прибавив себе 2 года, был призван в Красную Армию. На фронте с ноября 1943 года. Боевой путь начал в пехоте, участвовал в боях за освобождение Мелитополя, Крыма. Был ранен. После госпиталя направлен в танковую школу. Вернувшись на фронт, был зачислен в 60-ю гвардейскую танковую бригаду пулемётчиком в экипаж танка, затем был заряжающим. Воевал на 1-м и 2-м Украинских, 1-м и 2-м Белорусских фронтах.
30 августа 1944 года в бою в районе населенного пункта Александрув-Куявски пулемётчик танка M4A2 2-го танкового батальона, гвардии старший сержант Пэн «в составе экипажа уничтожил вражескую противотанковую пушку, два пулемёта и более 20 гитлеровцев, когда танк подошёл на близкое расстояние к обороне противника, меткими очередями расстрелял прислугу пулемётов и залёгших немецких автоматчиков в количестве не менее 10 человек открыв путь пехоте».
После взятия населенного пункта танковая рота продолжила рейд и попала под удар бомбардировщиков. Три танка был подожжены, экипажи вышли к своим вынесли всех ранены и привели 6 пленных.
Приказом по войскам 8-го гвардейского танкового корпуса от 21 сентября 1944 года гвардии старший сержант Пэн Игорь Петрович награждён орденом Славы 3 степени.
16 января 1945 года, при прорыве обороны врага в районе населённого пункта Млава заряжающий орудия танка Т-34 гвардии старший сержант Пэн, в составе экипажа, уничтожил танк «Пантера» и противотанковое орудие. Когда танк командира роты был подбит и загорелся, смог потушить огонь и спас боевую машину.
Приказом от 14 февраля 1945 года гвардии старший сержант Пэн Игорь Петрович награждён орденом Славы 2 степени.
5 марта 1945 года бою в районе город Прёйсиш-Старгард гвардии старший сержант Пэн, действуя заряжающим в составе экипажа танка Т-34 3-го танкового батальона 58-й гвардейской танковой Пражской Краснознамённой бригады, дал возможность командиру орудия уничтожить 2 вражеских танка типа «Пантера», батарею тяжёлых орудий, батарею минометов, 5 автомашин, обоз и до 45 человек пехоты противника.
В одном из завершающих боев был тяжело ранен.
Указом Президиума Верховного Совета СССР от 29 июня 1945 года за образцовое выполнение заданий командования в боях с немецко-вражескими захватчиками на завершающем этапе Великой Отечественной войны гвардии старший сержант Пэн Игорь Петрович награждён орденом Славы 1-й степени. Стал полным кавалером ордена Славы.
В 1947 году демобилизован. Приехал в город Омск. Окончил курсы механиков-сантехников, экстерном сдал экзамены за 8-й класс, в 1955 году успешно окончил строительный техникум. Работал на стройках в родном Омске, возводил Волжскую и Каховскую ГЭС. Член КПСС с 1960 года. В 1965 году окончил Московский инженерно-строительный институт. В составе студенческих отрядов три года работал к в Казахстане на целине, награждён медалью «За освоение целинных земель». В одной из этих поездок получил тяжёлую травму ноги. В результате в 1976-77 годах ему ампутировали ногу ниже колена.
После окончания института в составе группы советских специалистов работал на стройках в Алжире. При ликвидации землетрясения в Ташкенте был главным инженером Всесоюзного студенческого строительного отряда. Последние годы жил в Ростове-на-Дону, работал старшим инженером в объединении «Ростовгражданпроект». Скончался 5 сентября 1998 года.
Награждён орденом Отечественной войны 1-й степени, Славы 3-х степеней, медалями, в том числе медалью «За отвагу».